# Senqu
Senqu is een gemeente in het district Joe Gqabi van Zuid-Afrika.
Senqu ligt in de provincie Oost-Kaap en telt 134.150 inwoners.

## Hoofdplaatsen
Het nationaal instituut voor de statistiek, Stats SA, deelt sinds de census 2011 deze gemeente in in 138 zogenaamde hoofdplaatsen (main place):
Barkly East • Bebeza • Bensonvale • Bikizana • Blikana • Blom • Blue Gums • Boomplaas • Brayini • Cowville • Dangershoek • Dili • Dolosini • Dontsi • Dulcies Nek • Edwaleni • eNtsimekweni • Era • Esilindini • eTyinindini • Fort Hook • Gcina • Greensiden Terminus • Gumba-Gumba • Henge • Herschel • Hlantjwa • Hobeng • Jozana's Hoek • Jozana's Nek • Kgapamasi • Khiba • Komkhulu • Kromspruit • KwaMundu • KwaNtoyi • KwaRadebe • KwaRob • Kwezinaledi • Lady Grey • Lower Joveleni • Lower Telle • Mabalana • Madakana • Magadla A • Magadla B • Magalagaleni • Magozeni • Magwiji • Mahlabaneng • Mahlubini • Makojong • Makumsha • Makuyaze • Mangweni • Mapoliseng • Marakaneng • Maralaneng • Mareteng • Masaleng • Masekeleng • Matafazaneni • Matikisong • Matlapaneng • Maxeba • Mayireni • Mayisela • Mazizini • Mbango • Mbini • Mboleni • Mbonisweni • Mdaweni • Mdeni • Mdlabona • Mdlokovane • Mdogo • Meyi • Mfiki • Mfinci • Mjikelweni • Mkhuzo • Mlamli • Mparolo • Mpoki • Mtsila • Mtunzini • Munywini • Musong • Naledi • Ndingashe • N'Dofela • Ndungunya • New Rest • Ngxingweni • Ninakulu Mount • Nkampini • Nomlengane • Nongogo • Nothanda • Ntaba-Kusuku • Ntatyana • Ntubeni • Nxamagele • Palmietfontein • Payindira • Pelandaba • Pelandaba Mission • Qoboshane • Quimera • Rayisini • Rhodes • Rietfontein • Rock Cliff • Rooisand • Rooiwal • Rossouw • Sekotong • Senqu NU • Sikroxweni • Sitoromo • Skisazana • Skroon • Springkaanspoort • Sqitini • Sterkspruit • Steve Tshwete • Stophine • Tapoleng • Tapuu • Telle Mission • Tienbank • Tlakong • Upper Joveleni • Vergenoeg • Voyizane • Walaza • Zakhele.